# Essex-Lopresti-Verletzung
Die Essex-Lopresti-Verletzung ist eine relativ seltene Kombinationsverletzung am menschlichen Unterarm, bestehend aus einem körpernahen (proximalen) Bruch der Speiche nahe dem Ellenbogen, meist als Radiuskopfbruch- oder Radiushalsfraktur, eines kompletten Risses der interossären Membran und einer Subluxation der Elle im körperfernen Ellen-Speichen-Gelenk (distalen Radioulnargelenk). Sie wurde erstmals 1951 von dem Unfallchirurgen Peter Essex-Lopresti anhand von zwei Fällen beschrieben.
Unfallmechanismus ist eine große axiale Krafteinwirkung auf den fast ausgestreckten Unterarm. Meist überwiegt klinisch die Verletzung des Radiuskopfes, so dass die Beteiligung des distalen Ulnaendes bei der Erstuntersuchung meist übersehen wird. Die komplexe Verletzung führt oft zu schlechten Behandlungsergebnissen.
Therapie sollte die Wiederherstellung des Gelenkes zwischen Oberarmknochen und Speiche (Humeroradialgelenk) etwa mittels Radiuskopfprothese und die Reposition und Fixierung des distalen Radioulnargelenkes durch Kirschnerdraht-Osteosynthese sein mit anschließender sechswöchiger Gips- oder Cast-Behandlung, aus der heraus bewegt werden darf (volle Flexion und Extension, jedoch keine Pro- oder Supination).

## Originalpublikation
- P. Essex-Lopresti: Fractures of the radial head with distal radio-ulnar dislocation: report of two cases. In: J Bone Joint Surg [Br]. 1951; 33, S. 244–247. PMID 14832324